# Islay
Islay (čti ailə) je skotský ostrov, patřící do souostroví Vnitřních Hebrid. Nachází se západně od ostrova Jura a asi 35 kilometrů severně od irského pobřeží. Na ostrově se mluví hlavně skotskou gaelštinou. Hlavním městem, nebo spíše městečkem je Bowmore. Ostrov je častým cílem turistů, nejen díky své přírodě, ale také kvůli množství palíren whisky, přílivovým elektrárnám, gaelským tradicím a rybolovu.

## Geografie ostrova
Ostrov má rozlohu okolo šesti set kilometrů čtverečních, na kterých žije přibližně 3000 stálých obyvatel. Nejvýznamnějším městem je již zmíněný Bowmore, ležící na pobřeží největšího ostrovního zálivu Loch Indaal. Ten obepínají poloostrovy The Oa a Rhinns of Islay. Nejvyšším vrcholem ostrova je Beinn Bheigeir s 491 metry nad mořem. Na některých místech ostrova Islay lze nalézt písčité pláže, z nichž největší – Laggan Bay – leží západně od městečka Glenegedale, kde je místní letiště. Největším jezerem ostrova je Loch Gorm.

## Historie
Vývoj osídlení ostrova má přímou souvislost s formováním osídlení celého Skotska (viz Dějiny Skotska).

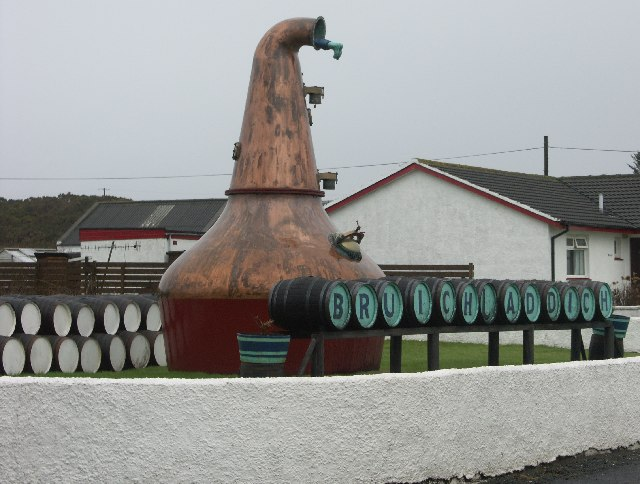
Palírna Bruichladdich

První osidlování Islay proběhlo kolem 8000 př. n. l.[zdroj?] Avšak první hmatatelné důkazy osídlení jsou z doby působnosti svatého Kolumby na ostrovech Islay a Iona ze 6. století, kdy byly ostrovy součást království Dál Riada. V období tzv. Highland Clearances od 30. let 19. století bylo z ostrova vystěhováno několik tisíc lidí, hlavně do USA a Austrálie.

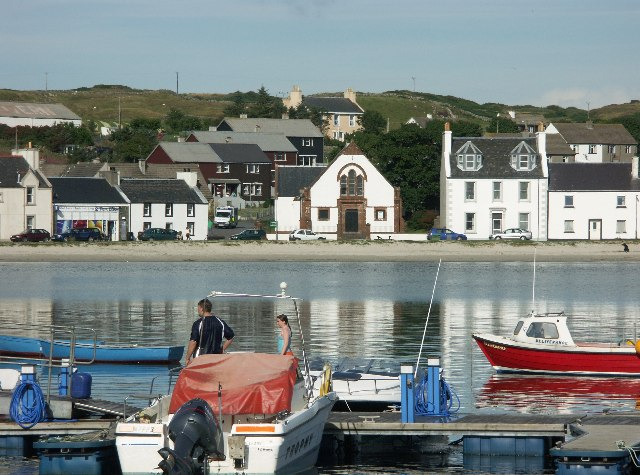
Rybářská obec Port Ellen na jihu ostrova Islay

## Výroba whisky
Na ostrově Islay je celá řada palíren whisky. Produkce whisky zde byla obnovena po 124 letech v roce 2005, kdy byla uvedena do provozu palírna značky Kilchoman. Poté byl obnoven provoz destilérky Bruichladich a dalších.
V dubnu 2019 byla slavnostně otevřena pro veřejnost nově vybudovaná destilérka Ardnahoe společnosti Hunter Laing, která se nachází na severu ostrova mezi palírnami Caol Ila a Bunnahabhain. Palírna Ardnahoe byla k tomuto datu v pořadí již devátou destilérkou whisky na ostrově Islay.